# Adam del Monte

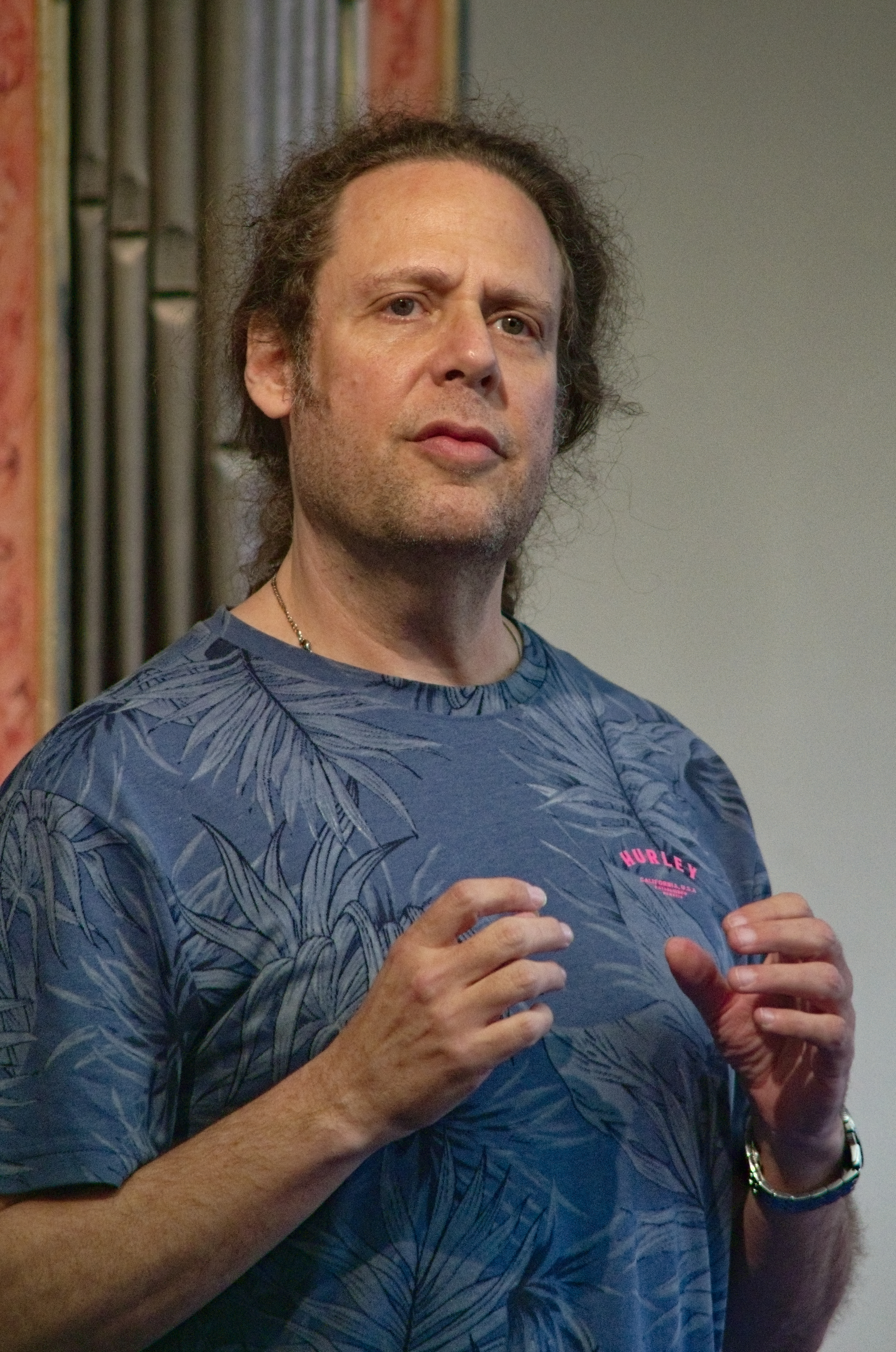
Adam del Monte (2022)

Adam del Monte, eigentlich Adam Kofler (* 1966 in Tel Aviv) ist ein international tätiger israelischer Gitarrist, Komponist und Musikpädagoge mit Wohnsitz in Kalifornien.

## Künstlerische Tätigkeit
Adam del Monte studierte Flamencogitarre bei Pepe Habichuela, Paco Cortez, Niño Miguel und Gerardo Núñez und klassische Gitarre bei Menashe Baquiche in Israel, Gordon Crosskey an der Chethams School of Music sowie am Royal Northern College of Music in Manchester.
Im Alter von neunzehn Jahren trat er mit dem Flamencosänger Enrique Morente und dem Sinfonieorchester Madrid am Teatro Real in Madrid und am Teatro Manuel de Falla in Granada auf. 1997 gewann er den Ersten Preis bei der Stotsenberg International Classical Guitar Competition. Im Folgejahr veröffentlichte er seine Debüt-CD Viaje a Un Nuevo Mundo, die von der Musikkritik sehr positiv bewertet wurde.
Im gleichen Jahr trat er in der Fernsehsendung Algo Mas Que Flamenco mit Lole Montoya auf, und das Boston Modern Orchestra Project spielte unter Leitung von Gil Rose die Uraufführung seines Ersten Konzertes für Flamencogitarre Ensueño Flamenco. Im Februar 2000 spielte er das Concierto de Aranjuez mit dem Los Angeles Philharmonic Orchestra, im Juni des Jahres trat er in der Hollywood Bowl mit seinem Flamencoensemble und mit dem Los Angeles Philharmonic und der Tänzerin Lola Greco auf. 2005 spielte er im Rahmen der Los Angeles Philharmonic Chamber Music Series in der Disney Hall Astor Piazollas Histoire du Tango mit dem Geiger Mark Kashper. 2008 führte er in Israel unter Leitung von Nir Kabaretti sein Konzert für Flamencogitarre und das Concierto de Aranjuez auf.
Bei Deutsche Grammophon spielte del Monte 2006 die Flamencogitarre in einer Aufnahme von Osvaldo Golijovs Oper Ainadamar mit Dawn Upshaw und dem Atlanta Symphony Orchestra unter Leitung von Robert Spano, die mit zwei Grammys ausgezeichnet wurde. Von 2007 bis 2011 tourte er als Mitglied des Falla Guitar Trio (mit Kenton Youngstrom und Gyan Riley) durch die USA. 2010 und 2012 war er als Solist und mit seinem Flamencoensemble Gast des International Flamenco Festival in Los Angeles. Sein zweites Konzert für Flamencogitarre Paisajes wurde von der Santa Monica Symphony uraufgeführt. Als Komponist und Interpret wirkte del Monte an mehreren Filmproduktionen mit. Seit 2000 unterrichtet er klassische und Flamencogitarre an der University of Southern California.